# 閃電十一人GO2 時空之石
《閃電十一人GO2 時空之石 熱風/雷鳴》由LEVEL-5推出閃電十一人GO的第二作，並將平台設置在任天堂3DS遊戲。可與《閃電十一人1.2.3!! 圓堂守傳說》作連動。

## 必殺技列表
松風天馬

## 熱風版與雷鳴版的不同
除了可收入的原創角色不同、入手必殺密傳書也不同外，連OP與ED都不相同。
- 熱風版

1. 第三之力諸葛孔明的合體者是雨宮太陽。
2. 雨宮太陽可成為同伴。
3. 出場化身為地獄的業炎伊古尼、獄炎的阿修羅、古代神庫庫爾坎。
4. 能與月神一族對戰。

- 雷鳴版

1. 第三之力諸葛孔明的合體者是白龍。
2. 白龍可成為同伴。
3. 出場化身為白夜的閃光萊梅扎、靈帝雷道、白銀的女王傑爾達。
4. 能與吸血鬼組對戰。

- 日本快樂月刊特別化身:英知之王布克歐（英知の王ブングオー），化身技為「必勝!我夢亂射」，專用化身使為機械圓堂（メカ円堂）

## 用語
埃爾多拉特200年後的世界中，有一群小孩將足球拿來當戰爭工具來使用，令許多大人畏懼，從而選出代表全世界的組織「埃爾多拉特」。是由少數幾名年長者所組成，為了將可能毀滅世界的工具「足球」從歷史中消除而派出阿爾法（α）、貝塔(β)、康曼(ʏ)等人去進行時空跳躍。
時空之石（クロノ・ストーン）
受到奧美迦協議隊的影響，封印圓堂大介和圓堂守的石頭。圓堂大介為橘色六角形，圓堂守為紫色三角形。
化身武裝（けしんアームド）
召喚岀化身後，唸出武裝（アームド）進而將化身附著於身體上，雖然有時效限制但能夠更有效地利用化身的力量。
平行世界的共鳴現象
天馬等人為了阻止足球的歷史被竄改而進行的戰鬥中，會發生的現象，此現象是由於平行世界的其他同一個人所互相造成的影響，比如說：中學時期的圓堂守能提早使用黃金神掌和化身。
極限合體
是以兩人能夠相融為前提，在此基礎上開始融合同時又必須得承受得住對方的靈氣。目前能夠極限合體的人除了菲和霸王龍、天馬和愁、優一和京介、神童和信長、霧野和貞德、太陽和孔明、信助和劉備、錦龍馬和坂本龍馬、京介和總司、托普和托強、菲和嗶克、黃名子和霸王之龍、天馬和亞瑟王、扎納克和科拉羅傑、扎納克和曹操之外沒有任何人能夠極限合體，另外進行極限合體的人似乎能使用被吸收靈氣的人的化身，原因是因為吸收他人的靈氣就等於是擁有了被吸收靈氣的人的氣場的緣故（例如扎納古和曹操進行極限合體後發動了曹操的化身「剛力的玄武」、太陽和諸葛孔明進行極限合體後發動了孔明的化身「蒼天的霸者 玉龍」）。
球型裝置
可收縮為只有紅色的圓片。埃爾多拉特(白色)，扎納克(紅色)和完美病毒(藍色)所使用的足球型多功能裝置，表面有七個各有功能的圓形，紅色為時空移轉模式、藍色為移動模式、青色為場地製造模式、黃色為心智控制模式、橘色為攻擊模式、綠色為制服模式、紫色為封印模式。
霸者的聖典
菲等人所在的200年後的世界中，Master D(圓堂大介)的所持有之物，記載著存在於各時空最強11人的書。
- 第一種之力：真實的中場指揮官－織田信長
- 第二種之力：超凡魅力的後衛－聖女貞德
- 第三種之力：正確無比的中場球員－諸葛孔明
- 第四種之力：銅牆鐵壁般的守門員－劉玄德
- 第五種之力：超級狡詐的中場球員－坂本龍馬
- 第六種之力：電光石火的神速前鋒－沖田總司
- 第七種之力：絕對制空權的飛天後衛－風神翼龍(托普的爸爸)
- 第八種之力：動力十足的中場－恐龍畢古
- 第九種之力：夢幻的自由人－天王巨龍
- 第十種之力：中場的王者－亞瑟王
- 第十一種之力：貫穿一切的全能型選手－巨大颱風科拉羅傑

## 相關連結
- 閃電十一人GO
- 閃電十一人 王牌前鋒 2012 Xtreme
- 閃電十一人GO 王牌前鋒 2013

## 外部連結
- （日語） 閃電十一人GO2 官方網站 （页面存档备份，存于）
- （日語） 東京電視台 閃電十一人GO2 網站 （页面存档备份，存于）